# Quận Fresno, California
Quận Fresno là một quận ở Central Valley trong tiểu bang California, Hoa Kỳ. Quận lỵ đóng tại thành phố Fresno2. Theo Cục điều tra dân số Hoa Kỳ, dân số năm 2009 của quận này là 931.098 người 2.
Quận được lập năm 1856 từ một số khu vực thuộc các quận Mariposa, Merced và Tulare